# Passe espírita

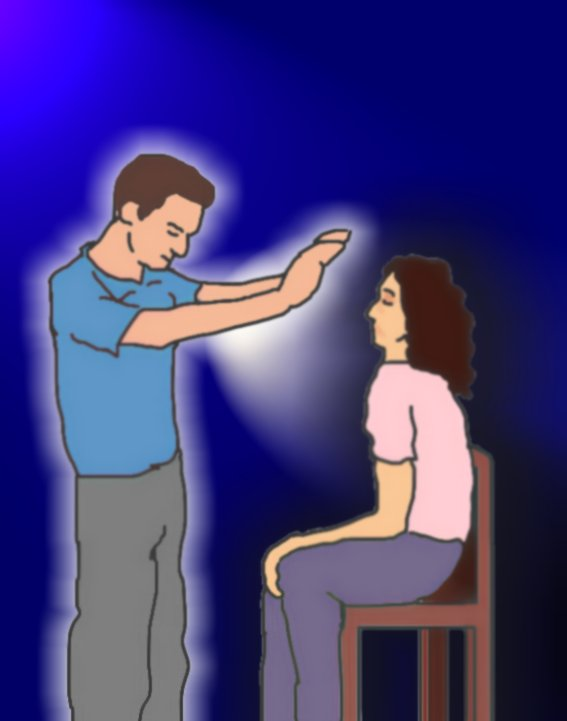
Representação do passista com o recebedor, sem o auxílio de espíritos.

Passe é o nome que se dá no Espiritismo à imposição de mãos. Segundo os adeptos desta doutrina, visa promover a doação de bioenergias de um indivíduo ao outro. O passe é uma prática amplamente difundida entre os espíritas.
Mario B. Tamassia assim o define: “transfusão de energias da natureza física, biológica, psíquica e espiritual, de uma pessoa para a outra, fazendo-se isto, geralmente, estendendo as mãos. Dá-se o nome de passista a quem dá o passe”. (grifo original)
Para os espíritas a "cura" não se dá pelo passe, pura e simplesmente, podendo ser um processo que dure mais que uma encarnação pelo reajuste espiritual do indivíduo, sendo este um simples mecanismo de auxílio.
A prática também foi incorporada pela Umbanda, vertente sincrética fundada em 1908 no Brasil, que absorveu elementos do catolicismo, das religiões africanas, do espiritismo e do xamanismo.

## Histórico
Para alguns não-espíritas, o passe espírita seria um derivado das ideias de magnetismo animal de Franz Anton Mesmer, e esses mesmos o considerariam charlatão – muito embora outros estudos questionem a validade das conclusões então encontradas quando dos estudos de Lavoisier e Benjamin Franklin contra Mesmer.
Gabriel Delanne expôs um histórico do fenômeno da cura pelo magnetismo, lembrando que desde a remota antiguidade os sacerdotes tinham conhecimento profundo das propriedades das práticas magnéticas, citando os magos da Caldeia, os brâmanes da Índia e em seu tempo, os faquires; assim também egípcios "empregavam, no alívio dos sofrimentos, os passes a aposição de mãos, como os executamos ainda em nossos dias", citados nos escritos de Arnóbio, Celso e Jâmblico; Celso narra que Asclepíades de Pruse, entre os romanos, fazia adormecer as pessoas acometidas de frenesi; de todos os antigos, o mais famoso nesta prática foi Simão, o Mago; de igual forma era prática comum na Gália entre os druidas e estes eram tão aptos e famosos na prática que vinham pessoas de todo o mundo consultá-los; na Idade Média os sábios praticavam-na, e Avicena, no século X escrevera que a alma pode atuar não apenas sobre o próprio corpo, como sobre outros, a distância; em 1682 Valentine Greatrakes curava com as mãos, na Inglaterra.
No século XIX Allan Kardec reporta a prática do passe como parte da mediunidade curadora em diversas de suas obras; em A Gênese ele diz: "É muito comum a faculdade de curar pela influência fluídica e pode desenvolver-se por meio do exercício; mas, a de curar instantaneamente, pela imposição das mãos, essa é mais rara e o seu grau máximo se deve considerar excepcional."Capítulo 14, item 34 in:
Na terminologia da época, Kardec menciona que há doação de "fluido": "O médium curador transmite o fluido salutar dos bons Espíritos" e, ao contrário dos médicos que estudaram e dos magnetizadores que muitas vezes davam da própria saúde, estes não poderiam cobrar pelo que faziam.
Ensinou, ainda, o codificador da Doutrina que se trata de um tipo especial de mediunidade mas que "essa faculdade não é essencialmente mediúnica: possuem-na todos os verdadeiros crentes, sejam médiuns ou não. As mais das vezes, é apenas uma exaltação do poder magnético, fortalecido, se necessário, pelo concurso de bons espíritos."
Léon Denis, contemporâneo de Kardec, assinalava que "...o magnetismo vem a ser a medicina dos humildes e dos crentes", enquanto Angel Aguarod pregava que "reservemos para os magnetizadores a medicina do espírito" e Albert de Rochas já utilizava o termo "passes" e falava em "imposição de mãos".
Segundo Carlos Torres Pastorino (1973) o passe seria uma transfusão de elétrons de um indivíduo ao outro: “Os passes, portanto, são um “derramamento” de elétrons, através das pontas dos dedos, para restabelecer o equilíbrio daquele que recebe o passe, e que deles está carecente.”

### No Brasil
As práticas espíritas de cura receberam, no Brasil, diversas abordagens pelo meio científico, ao longo da história.
Num primeiro momento, autores como Henrique Roxo e Xavier de Oliveira, psiquiatras, chegaram a relacionar o espiritismo como o terceiro maior agente causador de distúrbios mentais, só perdendo para a sífilis e o alcoolismo; estudos seguintes trataram de colocar a Doutrina Espírita entre as práticas sobrenaturais, de magia; também haveria ligação entre o espiritismo e a criminalidade, dizendo que suas práticas compunham uma "indústria organizada para explorar a credulidade pública".
Num segundo momento, contudo, a ciência tratou de olhar as práticas como algo "cultural", dentro da ótica sociológica e antropológica.

## Conceituações
Segundo o Dicionário Aurélio passes (no plural), é:  Ato de passar as mãos repetidamente ante os olhos de uma pessoa para magnetizá-la, ou sobre parte doente de uma pessoa para curá-la. Passista é, assim, um termo que para os espíritas designa "médium que aplica passes".
Jacob Luiz Melo traz outras definições sobre a cura ou tratamento espiritual pela imposição de mãos, dividindo-as entre os conceitos espíritas e aquelas feitas por outras correntes religiosas. De um pastor colige a seguinte passagem: "(…)começo a cura repousando minhas mãos suavemente sobre a cabeça das pessoas(…)"  e, de um frei católico, esta: "(passes...)...são gestos rápidos e enérgicos que são feitos pela pessoa-que-cura ao lado e ao longo do corpo da pessoa-que-está-sendo-curada"

### Tipificação
Mario Tamassia vê três tipos básicos de passe, segundo a sua finalidade: passe de limpeza ou dispersivo; passe fluídico ou de transfusão; e passe de desenvolvimento mediúnico.
Seria, segundo este autor, dispersivo o passe que tem por finalidade eliminar os fluidos negativos, promovendo uma "limpeza" espiritual em quem o recebe; é aplicado em movimentos rápidos e vigorosos das mãos, tanto no sentido longitudinal (de cima para baixo), quanto no transversal.
O passe fluídico é, ao contrário do anterior que visa à retirada de fluidos, uma transfusão destes; sua realização se dá com movimentos mais lentos, podendo ser: de radiação geral, quando o passista faz projeções à altura da fronte, do coração e do umbigo; rotatórios, fazendo movimentos estimulantes diante do ponto a ser tratado; vibratório local, com movimentos rápidos no lugar.
Passe de corrente ou espiritual é o passe magnético aplicado de forma coletiva; passe de energização é aquele em que há transmissão de energias revitalizantes, de origem anímica ou espiritual; passe dispersivo é aquele que promove a limpeza magnética, a assepsia vibratória.

### Doença e cura na abordagem espírita
Dois pontos devem ser considerados, na abordagem do espiritismo sobre a doença e a cura: as ideias sobre a evolução espiritual e as energias.
Assim sendo, no mundo a busca pelo continuado aperfeiçoamento espíritos em graus diversos de desenvolvimento convivem, fazendo com que entre encarnados e desencarnados fluam energias, tanto positivas quanto negativas, sendo a doença uma forma de indicar fraqueza moral ainda a ser corrigida.
A doença pode, além das causas da vida do indivíduo, ainda decorrer de situações em vidas passadas, segundo a doutrina do carma, da qual teria se apropriado Allan Kardec; em certos casos a doença deriva da ação direta de espíritos menos desenvolvidos, que encontram pontos de acesso nas pessoas mais vulneráveis, configurando assim a obsessão.

## O passe e o centro espírita
O passe faz parte do contexto das medidas assistenciais do centro espírita, muitos deles organizados de forma burocrática – onde os espaços são definidos para cada atividade e os tratamentos ocorrem sob metódico controle; estes consistem numa assistência pedagógica, que implicam em esclarecimentos tanto ao doente quando aos espíritos, de forma que condutas e pensamentos tidos como inferiores não permitam voltem a entrar em sintonia.
O passe, então, consiste na transfusão de energias que permitiriam o fortalecimento de energias, enquanto se processa o progresso moral.
No centro o ambiente é preparado para a realização dos passes; a música ao fundo é suave, a fala dos médiuns é pausada e lenta e dirigida a que os presentes fiquem em silêncio e relaxados e a iluminação azul completam o quadro; os recebedores ficam concentrados, de olhos fechados, enquanto os passistas realizam a movimentação das mãos sobre suas cabeças e ao redor do corpo de cada um.

## Outras religiões

### Umbanda
O passe também é um ritual presente na Umbanda. Nela, o consulente se dirige ao espírito guia para fazer uma consulta. Recebe dele uma bênção e pode fazer perguntas e pedidos. É feito um ritual de descarrego em que o "guia" purifica o consulente. Sobre o passe é utilizada a expressão "dar um passe" ou "tomar um passe".
Cada linha da Umbanda aplica o passe de modos distintos. Os pretos-velhos, por exemplo, fazem gestos estalando os dedos e fazendo o sinal da cruz sobre várias partes do corpo do consulente, como a cabeça, a nuca, as costas e as mãos. Também usam objetos como velas, crucifixos, ervas e fumo.

### Igreja Messiânica
O passe espírita é considerado análogo a técnicas de outras religiões, tais como o Johrei.

## Crítica e análise acadêmica
Cristina Alencar, da Universidade Católica de Goiás, ressalta que a medicina precisa encontrar um ponto de ligação com a religião e, de forma holística, apreciar a saúde nas esferas do corpo, mente, espírito e ambiente. A autora analisa a questão do acesso à saúde no Brasil, onde boa parte da população não tem acesso à medicina ou aos bons hospitais, recorrendo assim aos "meios alternativos" de cura. Ela ressalta, contudo, a visão de diversos autores onde a saúde não é apenas a cura de um mal físico, mas o equilíbrio em vários níveis e que há diversos casos em que médicos atuam junto a "curadores". Esta autora realça que o Espiritismo não se preocupa com a cura do corpo, e sim do espírito, procurando compreender os motivos que levaram à doença – sendo apenas uma das práticas neste sentido, ao lado da prece, da desobsessão, tratamentos à distância, receituário mediúnico, água fluidificada, etc.. Neste sentido, estudos demonstram que a religião relçam o papel da ritualística na mudança da experiência de aflição.
George Minois é um dos acadêmicos que diz que seus princípios estariam baseados no magnetismo animal de Franz Anton Mesmer, que ele também considera charlatão.
O médium Luiz Gasparetto critica o conservadorismo do espiritismo no Brasil que, segundo ele, quando o assunto é sexo dizem apenas "vai tomar passe, vai tomar passe", ocorrendo a mesma omissão quando o assunto é dinheiro – reflexo, para ele, da origem católica de seus adeptos; Gasparetto reputa ao centro de sua mãe – Zíbia a introdução da cromoterapia no passe espírita, através de "passes com luzes". Gasparetto preconiza uma doutrina da prosperidade, onde médiuns possam cobrar por seu trabalho – um "espiritismo Nova Era", segundo ele.